# Baryscapus coerulescens
Baryscapus coerulescens är en stekelart som först beskrevs av William Harris Ashmead 1898.  Baryscapus coerulescens ingår i släktet Baryscapus och familjen finglanssteklar. Inga underarter finns listade.